# Stadshart (Lelystad)
Het Stadshart is een stadsdeel in Lelystad, aan de oostzijde van station Lelystad Centrum. Het stadsdeel heeft een oppervlakte van 0,4 km² en telt 1009 inwoners (2013), waarvan 487 mannen en 522 vrouwen. Het Stadshart is nog gedeeltelijk in aanbouw.

## Demografie
| Leeftijd   | Aantal inwoners |
| ---------- | --------------- |
| 0-9 jaar   | 46              |
| 10-19 jaar | 26              |
| 20-29 jaar | 200             |
| 30-39 jaar | 134             |
| 40-49 jaar | 101             |
| 50-59 jaar | 104             |
| 60-69 jaar | 161             |
| 70-79 jaar | 124             |
| 80-89 jaar | 96              |
| 90-99 jaar | 17              |

| Herkomst                         | Aantal inwoners |
| -------------------------------- | --------------- |
| Uit Nederland                    | 677             |
| Uit westerse landen              | 119             |
| Uit de Nederlandse Antillen      | 42              |
| Uit Marokko                      | 35              |
| Uit Suriname                     | 75              |
| Uit Turkije                      | 5               |
| Uit overige niet westerse landen | 55              |

## Belangrijke bouwwerken
In het stadshart staan de volgende belangrijke bouwwerken:
- Zuil van Lely
- Agoratheater
- Provinciehuis van Flevoland
- IJsselmeerziekenhuizen
- ISG de Arcus, een middelbare school
- ROC Lelystad, een mbo-school
- Windesheim Flevoland
- FlevoMeer Bibliotheek
- De Kubus, een kunsteducatiecentrum
- Hoofdbureau Politie Flevoland
- Kamer van Koophandel
- Het Zilverpark
- Kanton Lelystad
- Station Lelystad Centrum
- Vitens Flevoland
- Apollo Hotel Lelystad